# 鈴木MR Wagon
鈴木MR Wagon（日语：スズキ・MRワゴン）是2001年至2016年間由日本鈴木公司開發生產的輕型高頂旅行車，其兄弟車是日產Moco。關於車名「MR Wagon」來自1999年東京車展所展出之概念車採中置後驅佈局（mid-engine, rear-wheel-drive layout），故縮寫成「MR」；此外還具有「Magical Relax」之涵義。

## 歷史與概要

### 第一代MF21S型（2001年-2006年）
1999年 - 第33屆東京車展上原廠展示一輛名為「MR Wagon」的概念車。
2011年 - 12月4日正式發表量產版，動力來源分成自然進氣版的658c.c.直列三缸DOHC VVT K6A型引擎，以及渦輪增壓版的658c.c.直列三缸DOHC VVT K6A型M-渦輪增壓引擎。前者可輸出最大馬力54ps / 6,500rpm、最大扭力6.4kg·m / 3,500rpm，後者則是60ps / 6,000rpm、8.5kg·m / 3,000rpm。懸吊系統方面，設定前輪為麥花臣支柱式，後輪則為拖曳臂懸吊。
2002年 - 4月10日開始換牌OEM供給成日產Moco，車頭水箱罩的設計風格近似第三代日產Primera，原本MR Wagon的五幅式輪圈也改成七幅式。同年5月該車款引進香港，並於8月推出具有空力套件的「Sporty Version」。6月11日推出「Miki House Version」、「N-1 Aero」、「Sports」等三種特仕車：第一款與服飾品牌三起商行合作推出，第二款則是新增運動化空力套件，第三款改搭載最大馬力64ps / 6,500rpm、扭力峰值10.5kg·m / 3,500rpm的K6A型S-渦輪增壓引擎。
2003年 - 8月4日發售特仕車「N-1 Spacial」，具備空調系統、Keyless免鑰匙感應門鎖系統、電動摺疊後視鏡、電動升降車窗、專用座椅表皮、盤面發光式儀表板等配備。
2004年 - 2月10日實行部分改良，變更前保桿造型，改善引擎的燃油效率，廢止盤面發光式儀表板等。12月1日取得國土交通大臣認定，自2005年起搭載燃料電池的「MR Wagon FCV」將實施道路測試。12月7日發售「M-Edition」特仕車，以「G」車型為底增添專用飾徽、鍍鉻車門手把、藍色頭燈、13吋四輻式輪圈、MD/CD音響主機等；內裝則採用米色皮革與不織布二種材質構成，以營造高級豪華感；車色共有白、綠、紫與香檳金四種顏色可選擇。
2005年 - 4月6日發售「A-Limited」特仕車，含有附前霧燈之前保桿與側裙、網狀設計的進氣壩、淡藍色基調頭燈組、14吋鋁圈、黑色押花布質座椅、CD/MD音響、6支喇叭等配備。

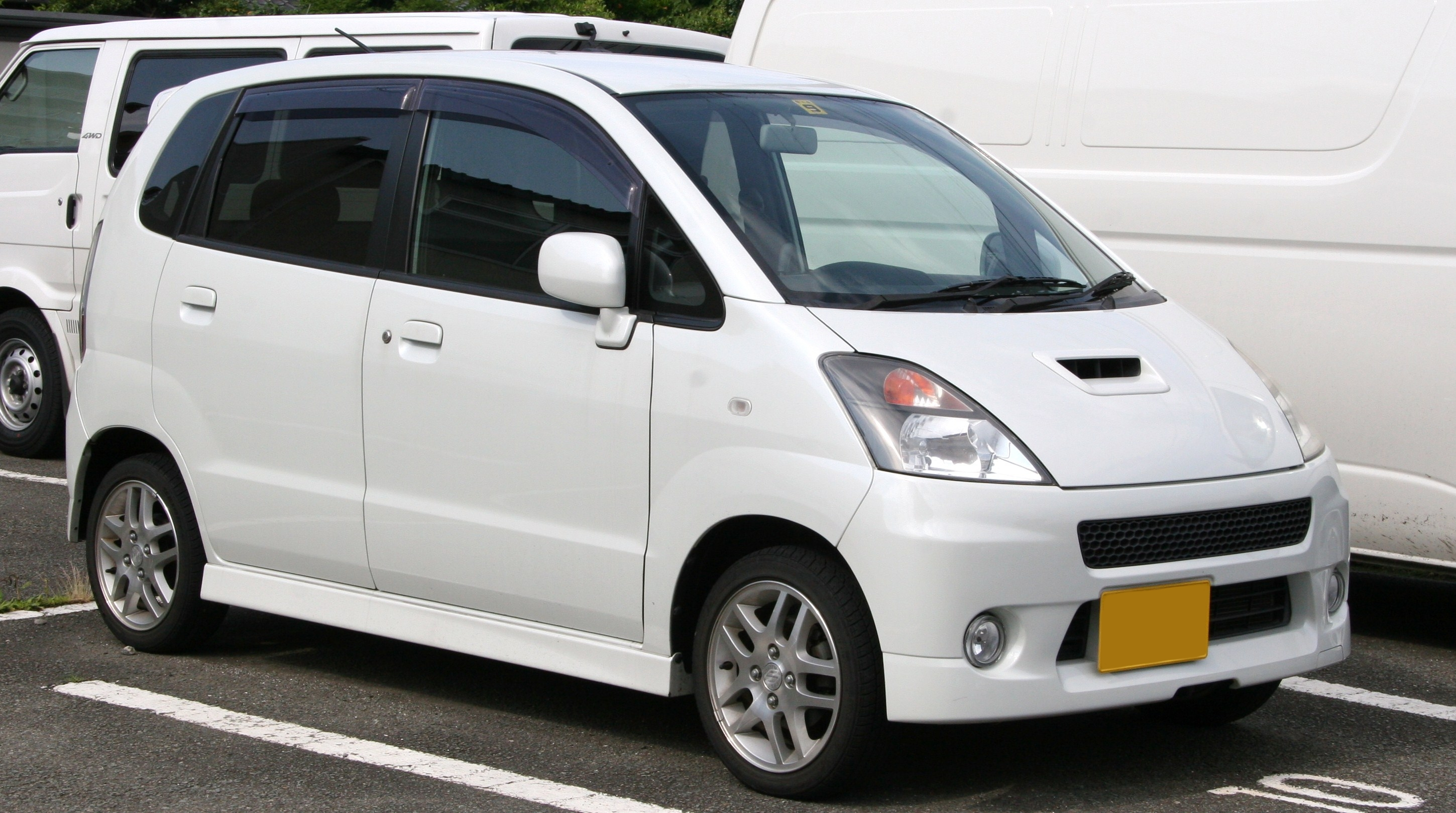
Sports型車頭
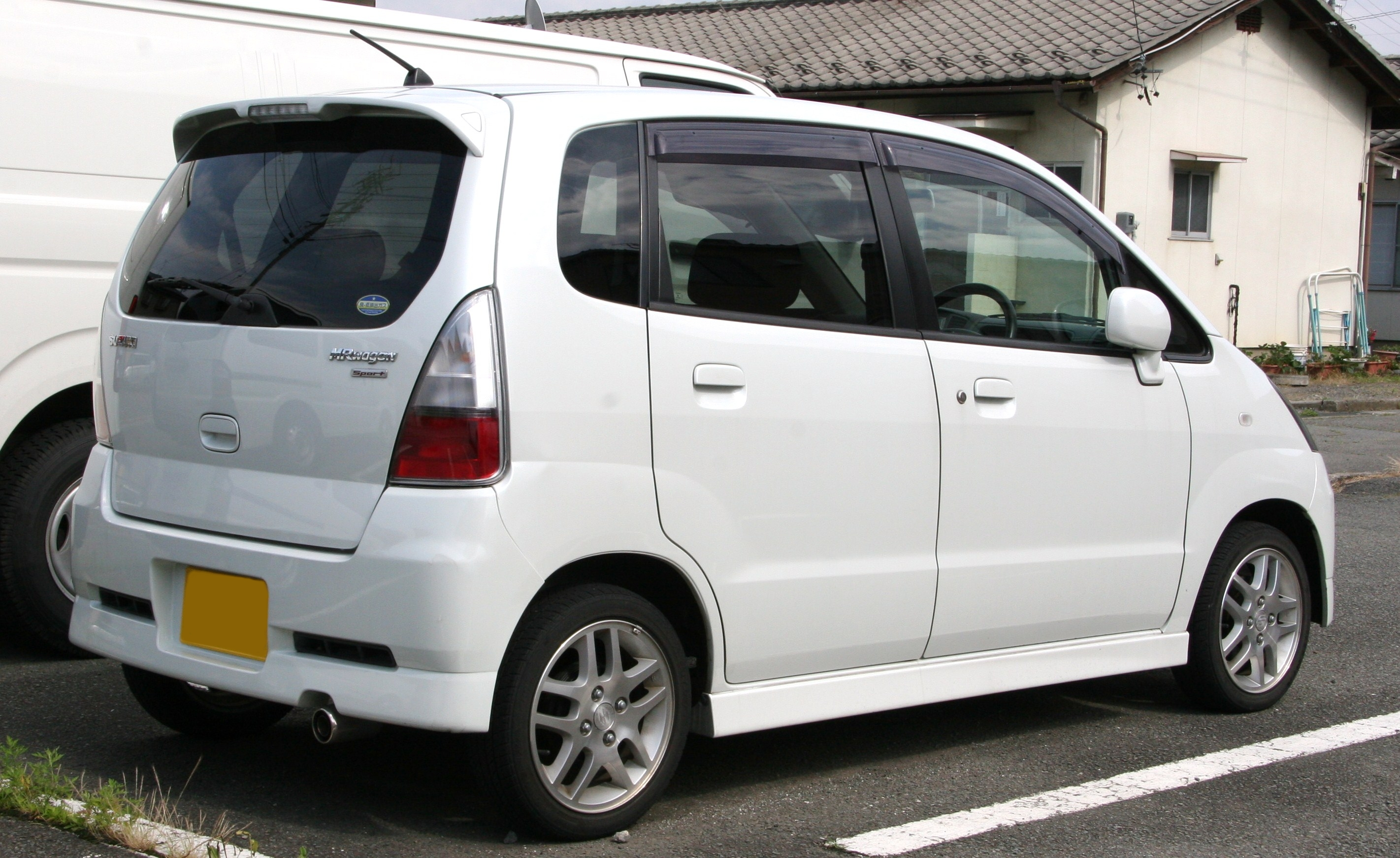
Sports型車尾
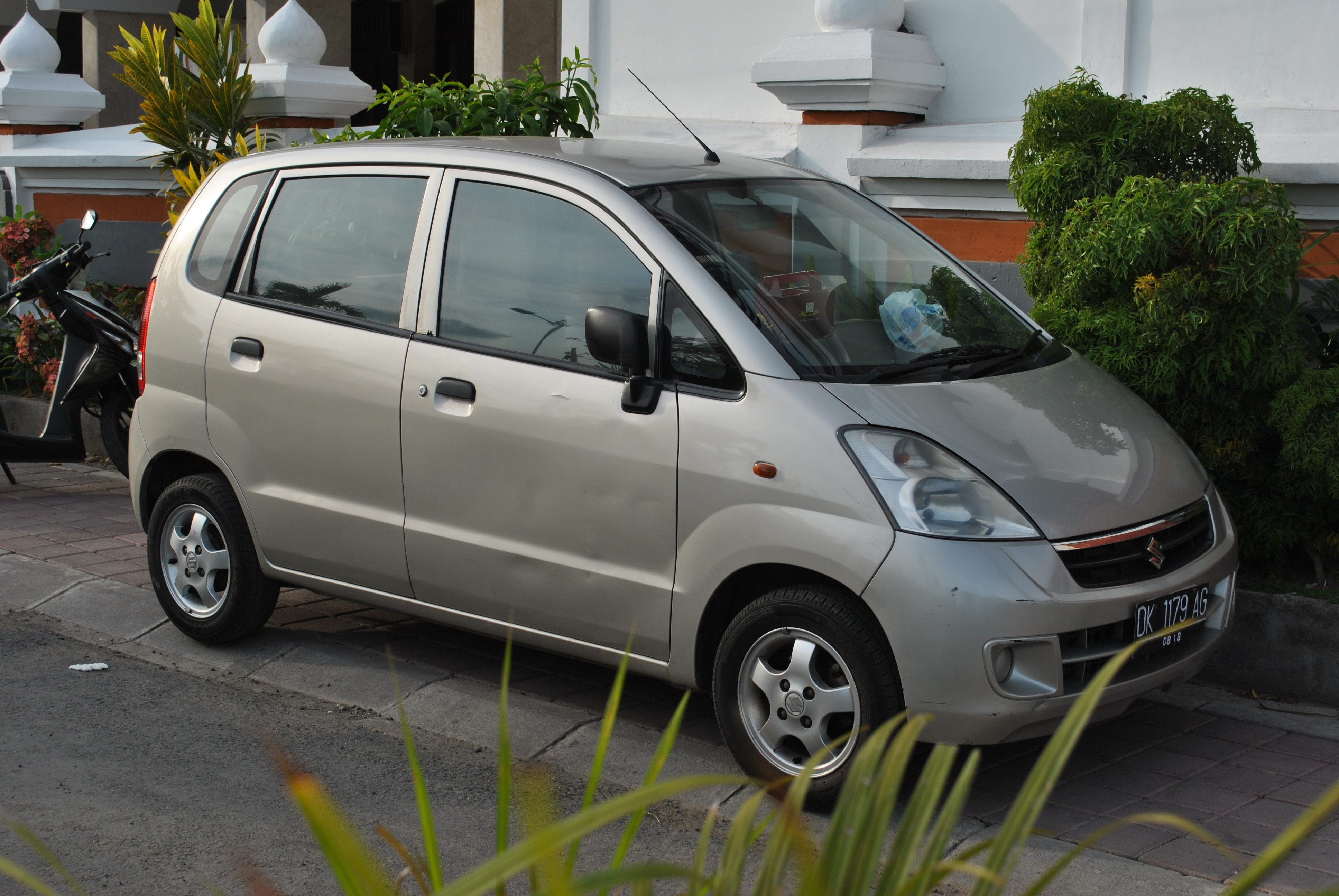
印尼版
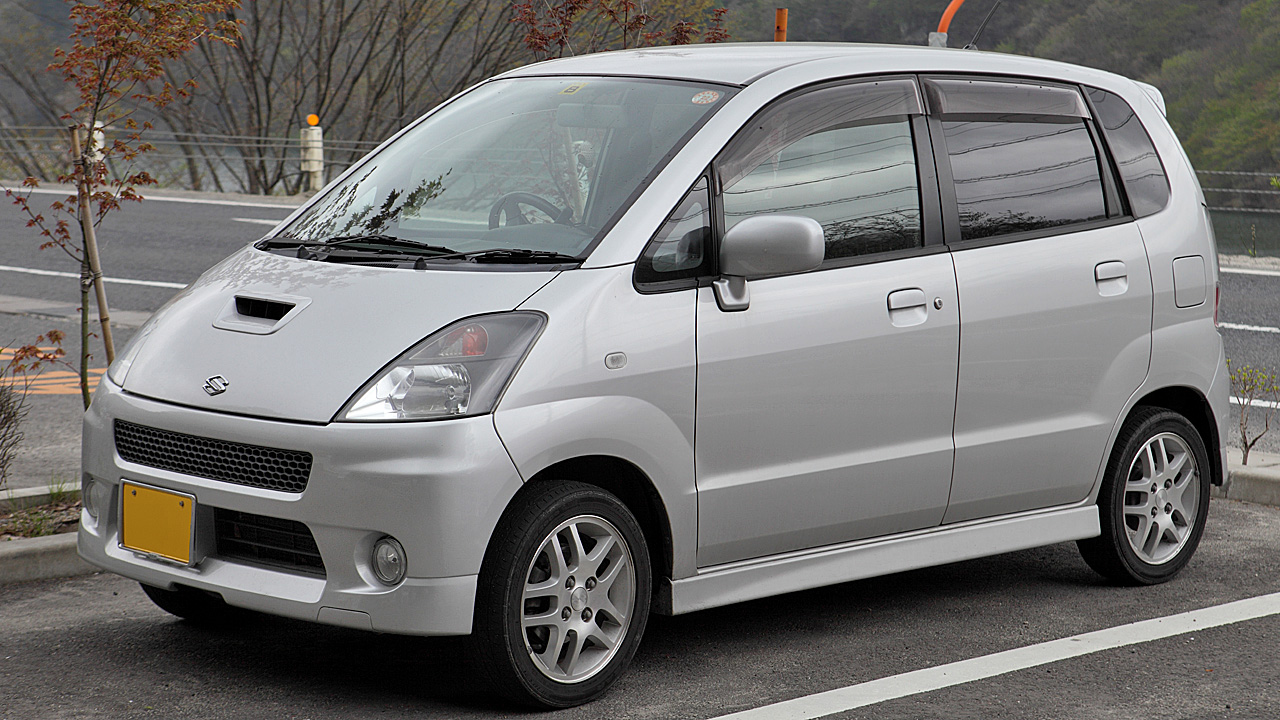
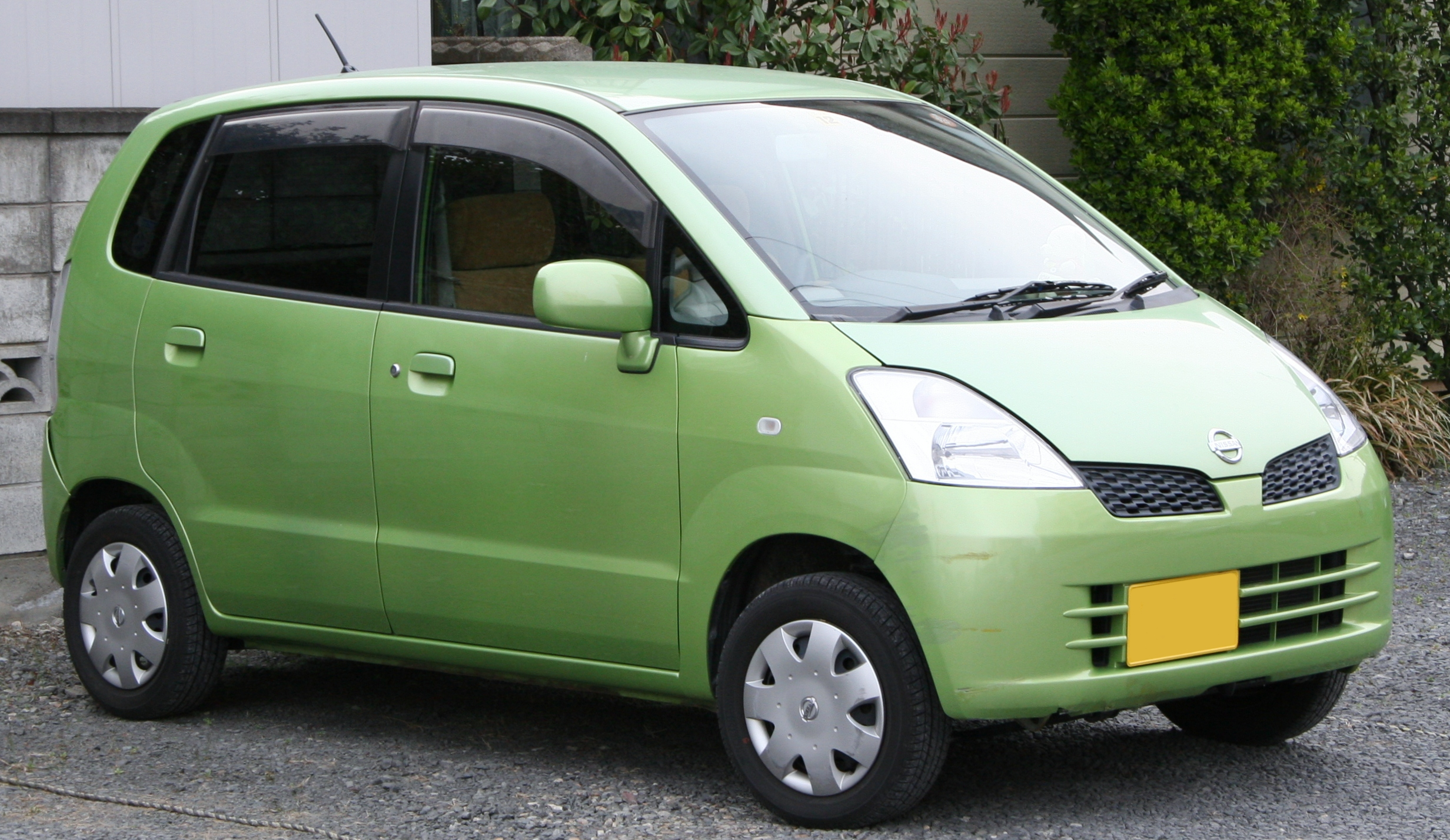
兄弟車日產Moco

#### 印度馬魯蒂Zen Estilo
2006年 - 12月原廠位於印度的子公司馬魯蒂鈴木公司發表馬魯蒂Zen的後繼車款「馬魯蒂Zen Estilo」，以MR Wagon為藍本而製成。動力心臟改成排氣量較大的1.1L直列四缸SOHCF10D型引擎，搭配五速手排變速箱，外觀也稍作修飾。
2007年 - 此車款開始外銷印尼，進口商印尼鈴木汽車稱之為「鈴木Karimun Estilo」。
2009年 - 8月小改款，換裝成1.0L直列三缸K10B型引擎，並改稱「馬魯蒂Estilo」。後輪懸吊系統改為三連桿式，以加強車身穩定性；同時新設後霧燈、後窗除霧線、新儀表板、新內裝等。同年印尼版也隨著小改款，並更名為「鈴木Estilo」。
2013年 - 由於新發表鈴木Karimun Wagon R，10月印尼市場停售鈴木Estilo。
2014年 - 隨著第二代鈴木Celerio上市，2月馬魯蒂鈴木公司宣佈停產Estilo。

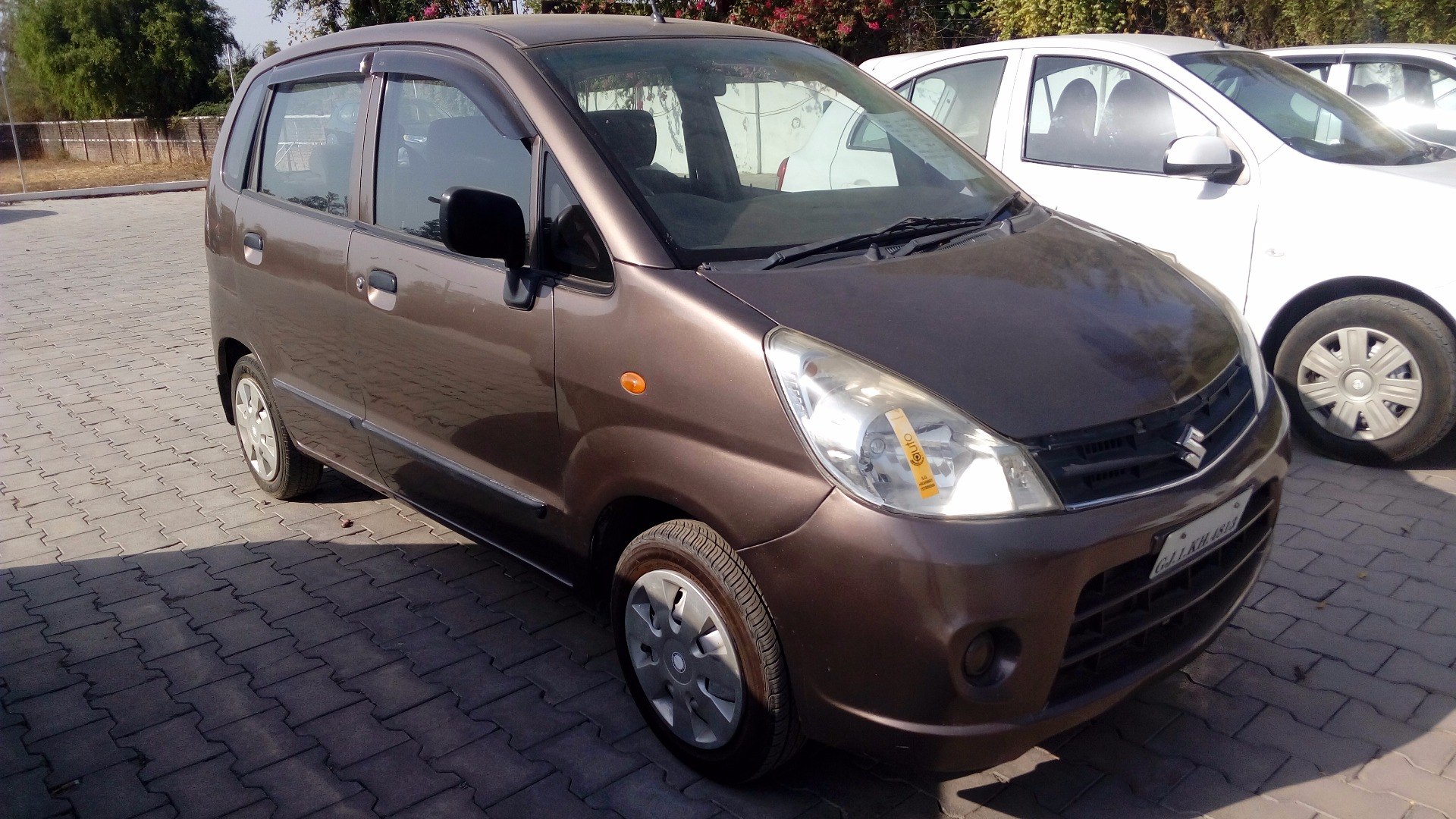
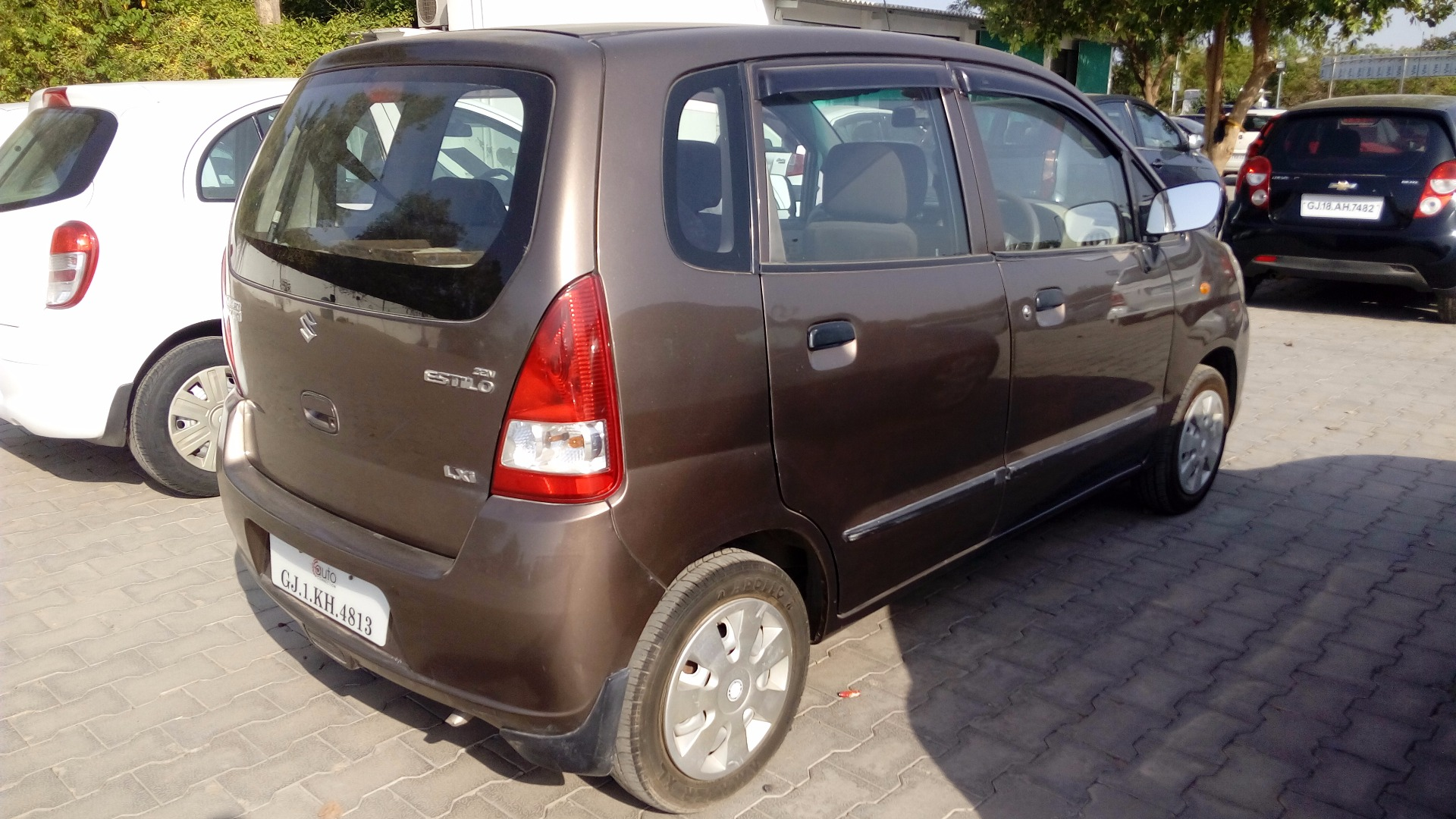

### 第二代MF22S型（2006年-2011年）
2005年 - 9月底開幕的第39屆東京車展中展出一輛名為「屬於媽媽的旅行車（MRwagon概念車）」之概念車。
2006年 - 大改款的第二代MR Wagon於1月20日發售，由於目標對象針對媽媽和小孩，車內隨處可見其設計巧思：許多置物空間可以放置牛奶、飲料、零食、化妝品等。後座除了可前後調整椅背外，亦可前後移動135mm，增加車室空間之運用。頂級車型則含有免鑰匙感應門鎖系統（keyless entry system）與引擎啟動按鈕（push start system）、自動空調系統、CD/MD音響主機等配備。動力心臟仍沿用上一代之設定，分別是自然進氣版和渦輪增壓版的K6A型引擎。外觀方面一改方正造型，改走可愛圓潤風格，車頭雙圓燈與水箱護罩相搭配，宛如一張微笑的臉龐。
同年2月1日起，OEM代工的日產Moco也正式上市。9月4日發售「XS Limted」特仕車，包含全車空力套件等配備。12月13日發售衍生車型「MR Wagon Wit」，該車型外觀偏向運動化，車頭造型與水箱護罩重新設計，內裝也以黑、茶色系為主。
2008年 - 5月15日推出「Wit Limited」特仕車，加入放電式頭燈、五幅式鋁框、皮椅、專用腳踏墊等配備。
2009年 - 6月12日實施部分改良，全車系改成附繩油箱蓋、座椅表皮、駕駛座手動調向功能等，「X」、「Wit XS」、「Wit TS」等車型增設自動頭燈開啟功能，駕駛座和助手席也有附照明功能的遮陽板。
2010年 - 5月1日「G」車型將ABS防鎖死煞車系統與EBD電子制動力分配系統列為標準配備，廢除「Wit TS」渦輪增壓車型。

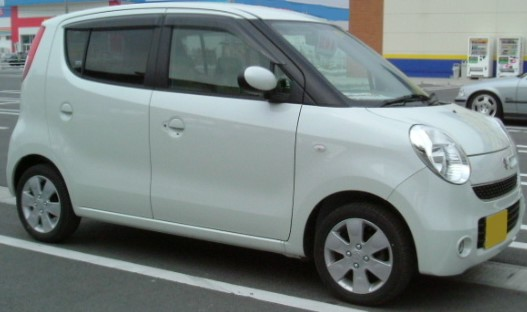
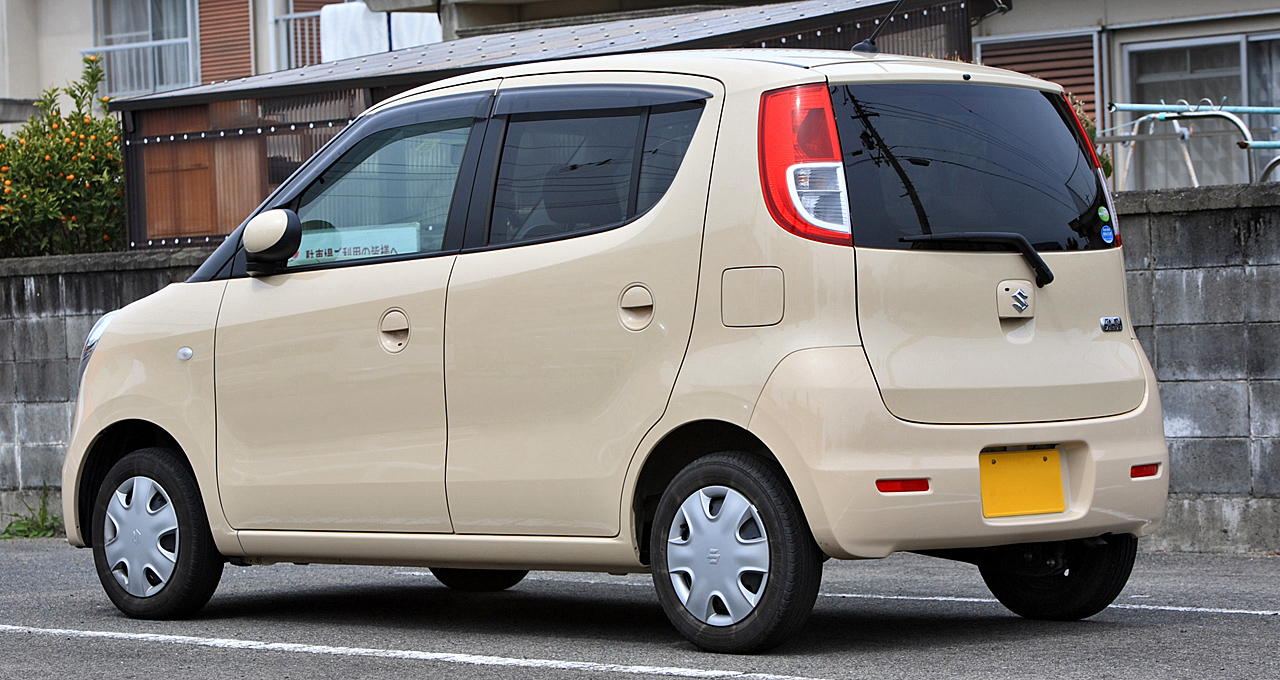
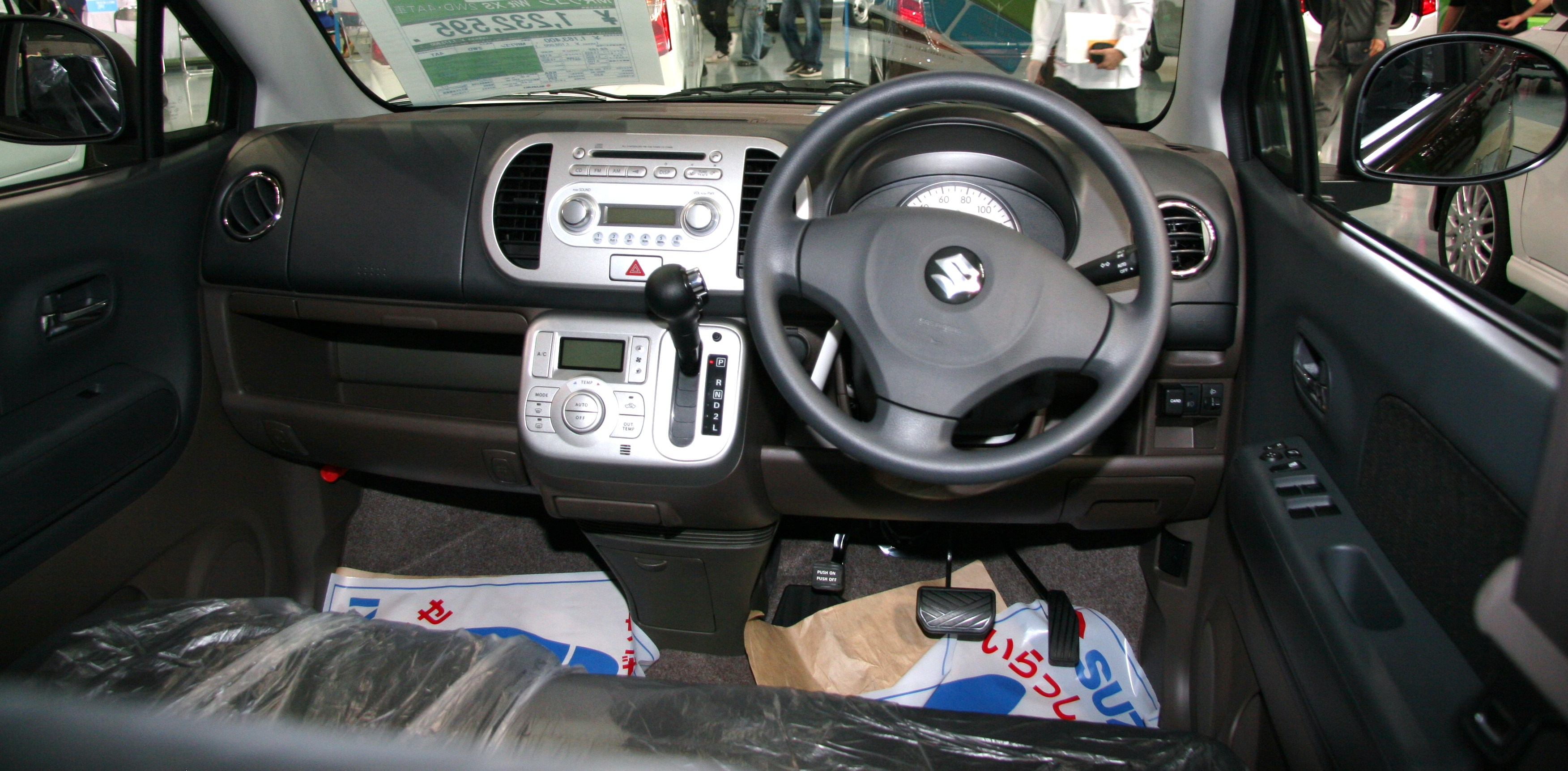
Wit車型內裝
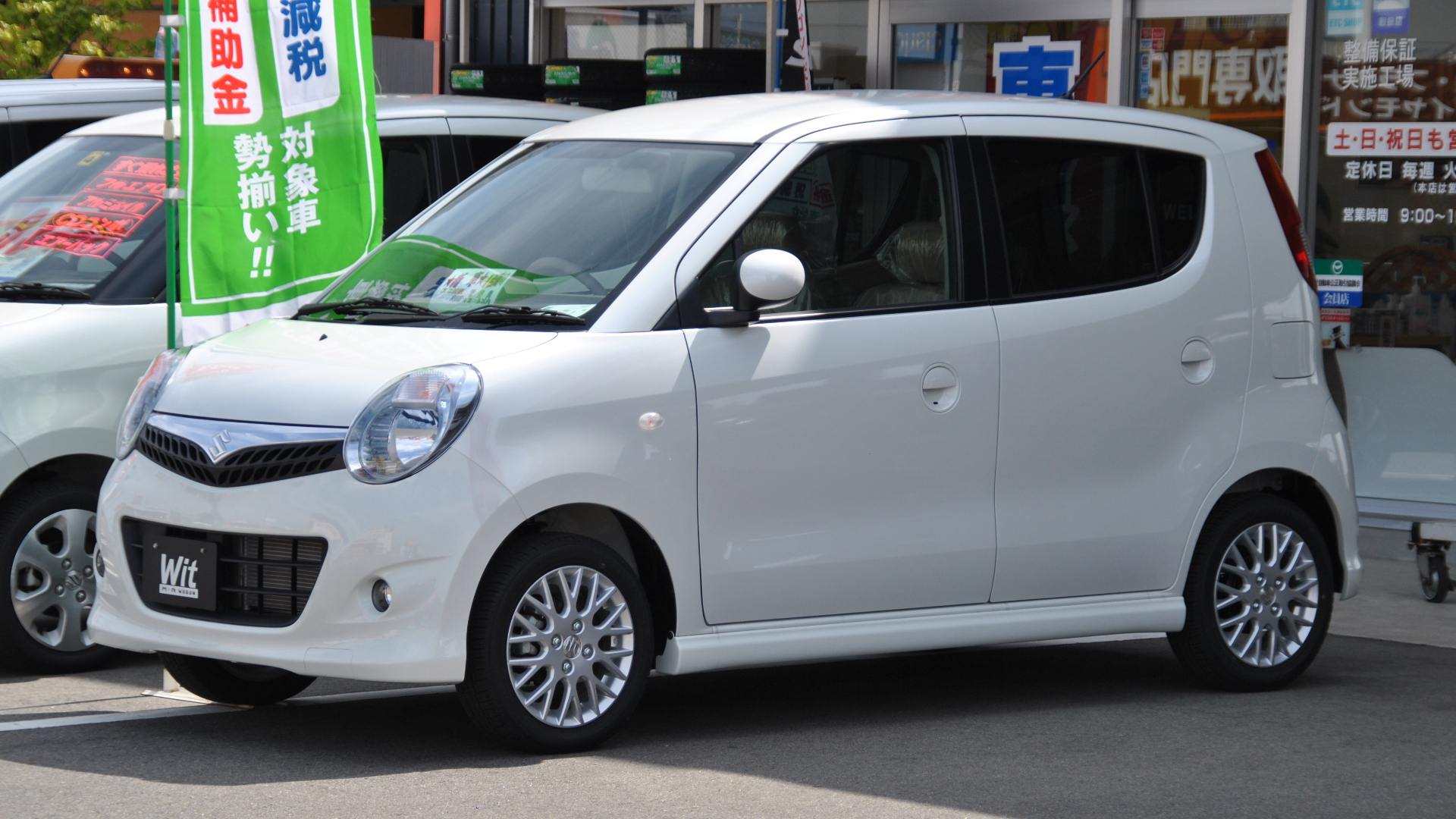
Wit車型車頭
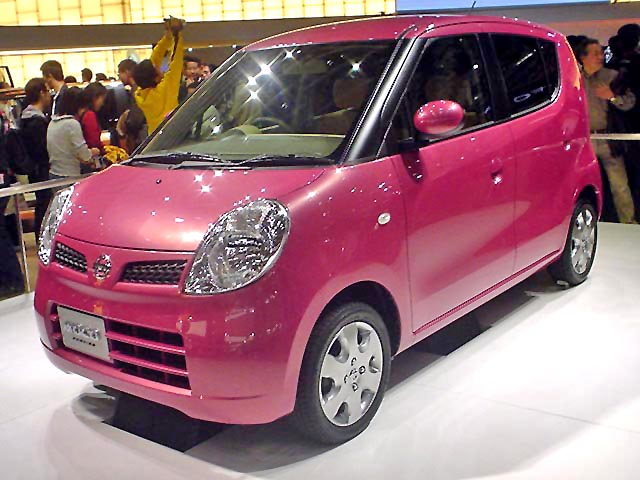
兄弟車日產Moco（日语：日産・モコ）

### 第三代MF33S型（2011年-2016年）
2011年 - 1月20日大改款的第三代MR Wagon正式面世，這次目標對象鎖定首度購車的社會新鮮人，強調低油耗、寬敞空間、充滿個性設計等。車內設計許多置物空間，頂級車款具備觸控面板的音響系統、ESP動態車身穩定系統、HLA上坡輔助系統等。動力心臟改用新開發的R06A型引擎，有自然進氣和渦輪增壓兩種版本，前者最大馬力54hp / 6,500rpm、扭力峰值6.4kg·m / 4,000rpm，後者則是64hp / 6,000rpm、9.7kg·m / 3,000rpm；皆搭配具有副變速機構的CVT無段變速箱。此代車型改用新底盤，軸距增長65mm，達到2,425mm。
同年2月15日，孿生兄弟車日產Moco亦上市，兩者的差異在於蜂巢狀水箱罩等處。3月10日推出增配怠速熄火系統的「X Idling Stop」車型，7月1日則新增黑紫車色。11月21日推出「10th Anniversary Limited」特仕車，以「X」車型為藍本外加水箱罩、附高低可調功能之HID頭燈、14英吋鋁圈、專用中控台及車門飾板、頭燈自動啟動功能、六支喇叭等配備。
2012年 - 2月14日推出「MR Wagon Eco」車型，繼Alto Eco後搭載最新開發的怠速熄火系統，加上改良CVT變速箱，經JC08模式（（日語）JC08モード）測試可達27.2km/L之油耗表現。同年5月17日實行部分改良（2型），「G」、「X」、「10th Anniversary Limited」等車型藉由降低CVT變速箱油的黏度係數、減少CVT內部機件的摩擦等提升油耗表現；同時全車系後座導入ISO-FIX兒童安全座椅固定裝置。11月7日發售「X Selection」、「Eco-X Selection」二款特仕車。
2013年 - 7月16日實施部分改良（3型），並且重新推出「MR Wagon Wit」，具備大型鍍鉻水箱護罩、透明尾燈組、米色和棕色雙調內裝、紅色縫線皮革包覆的方向盤和排檔頭、鋼琴烤漆飾板等配備。10月16日起「MR Wagon Wit」換裝廠徽銘牌成「Moco Dolce」供應給日產汽車。
2014年 - 9月1日變更車色。
2016年 - 3月31日正式停產。

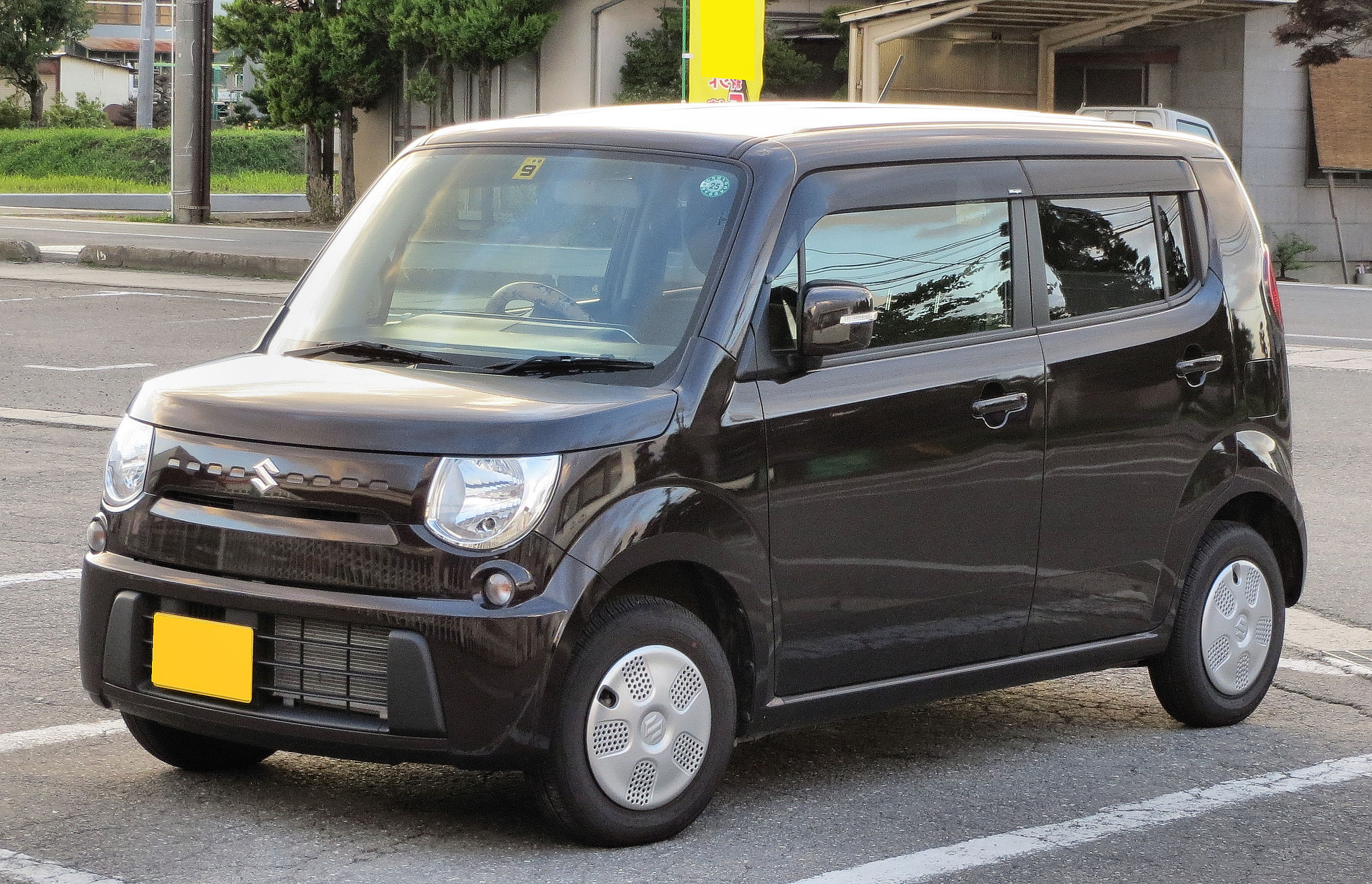
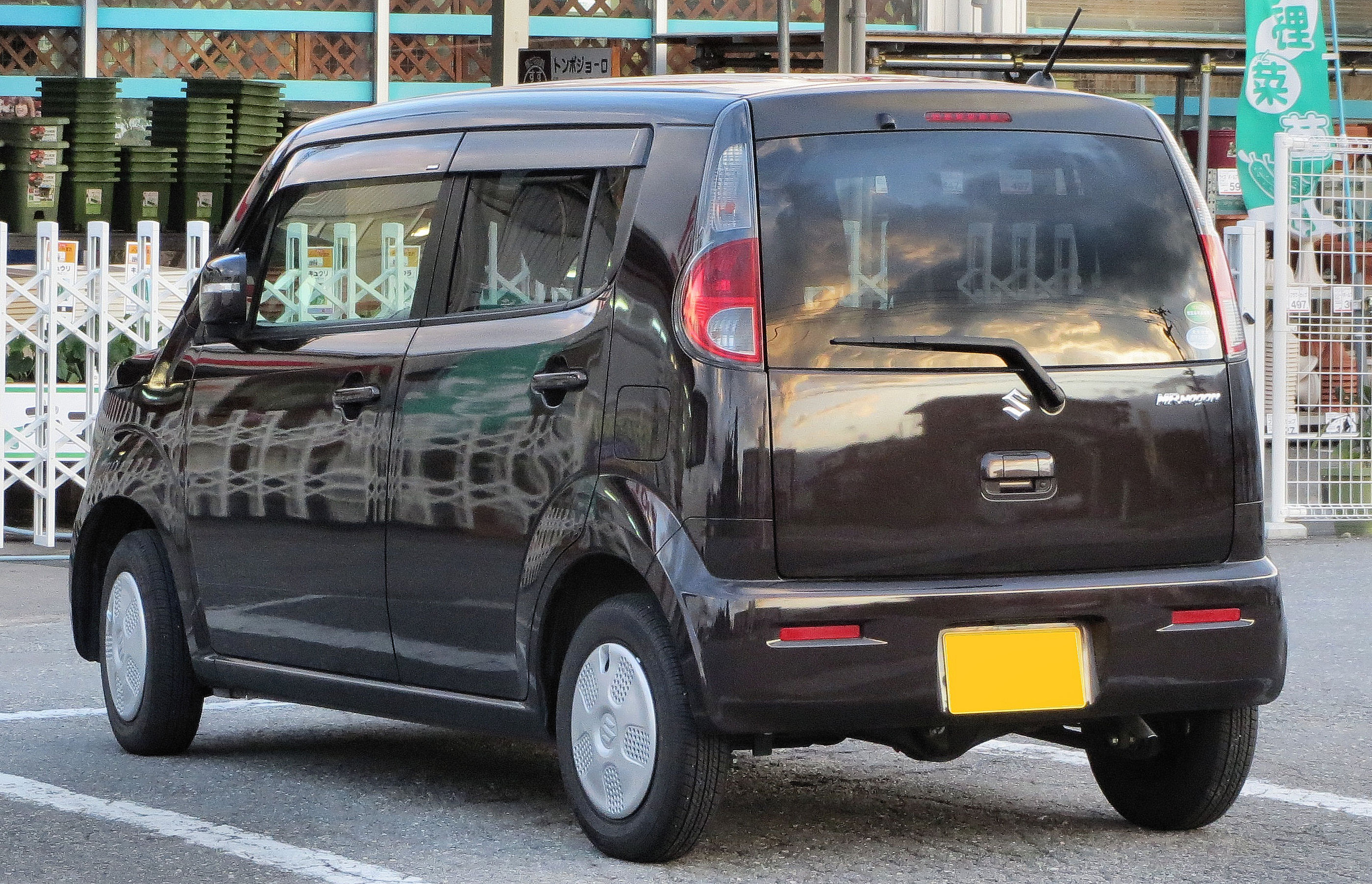
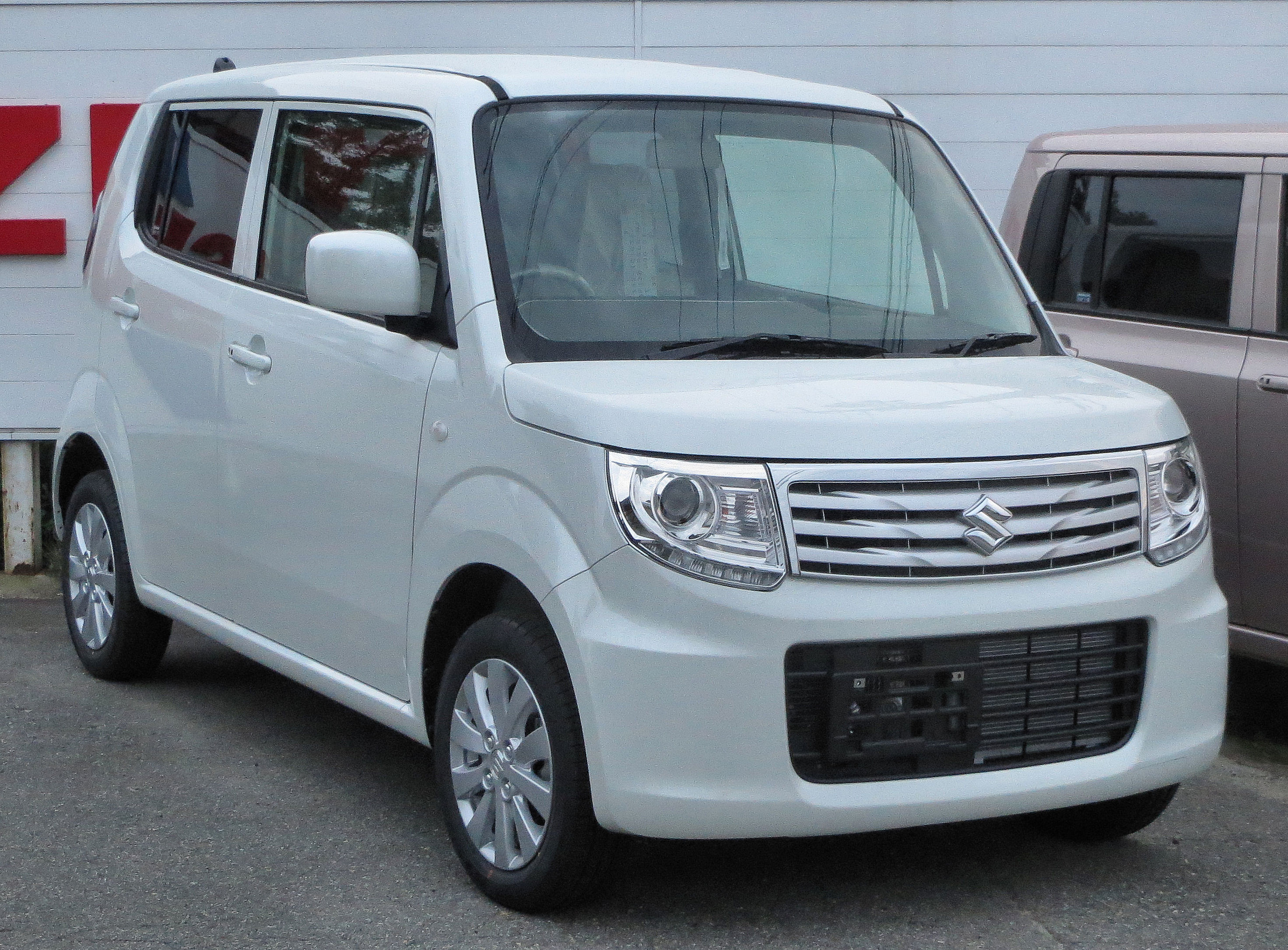
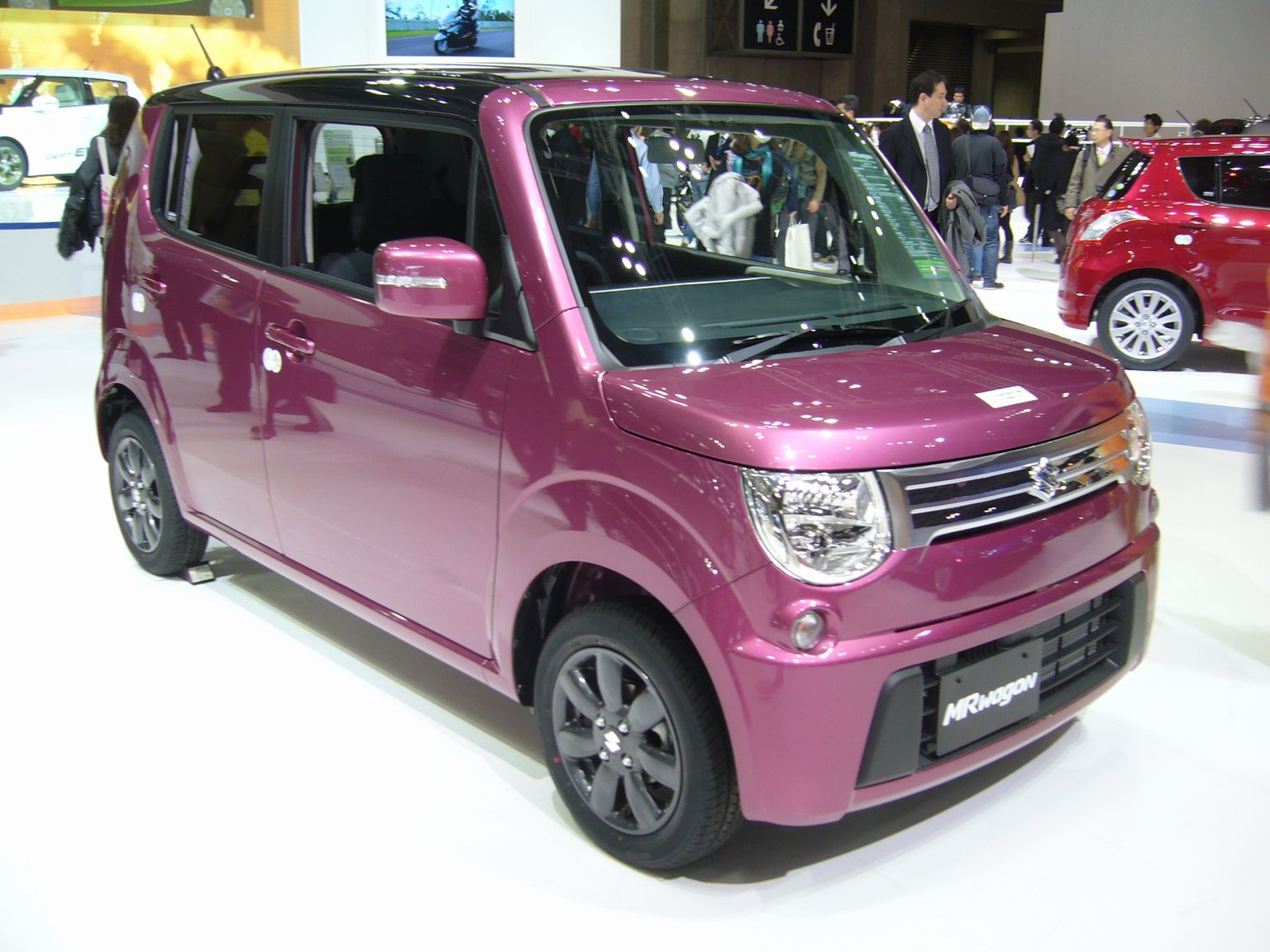
「10th Anniversary Limited」特仕車
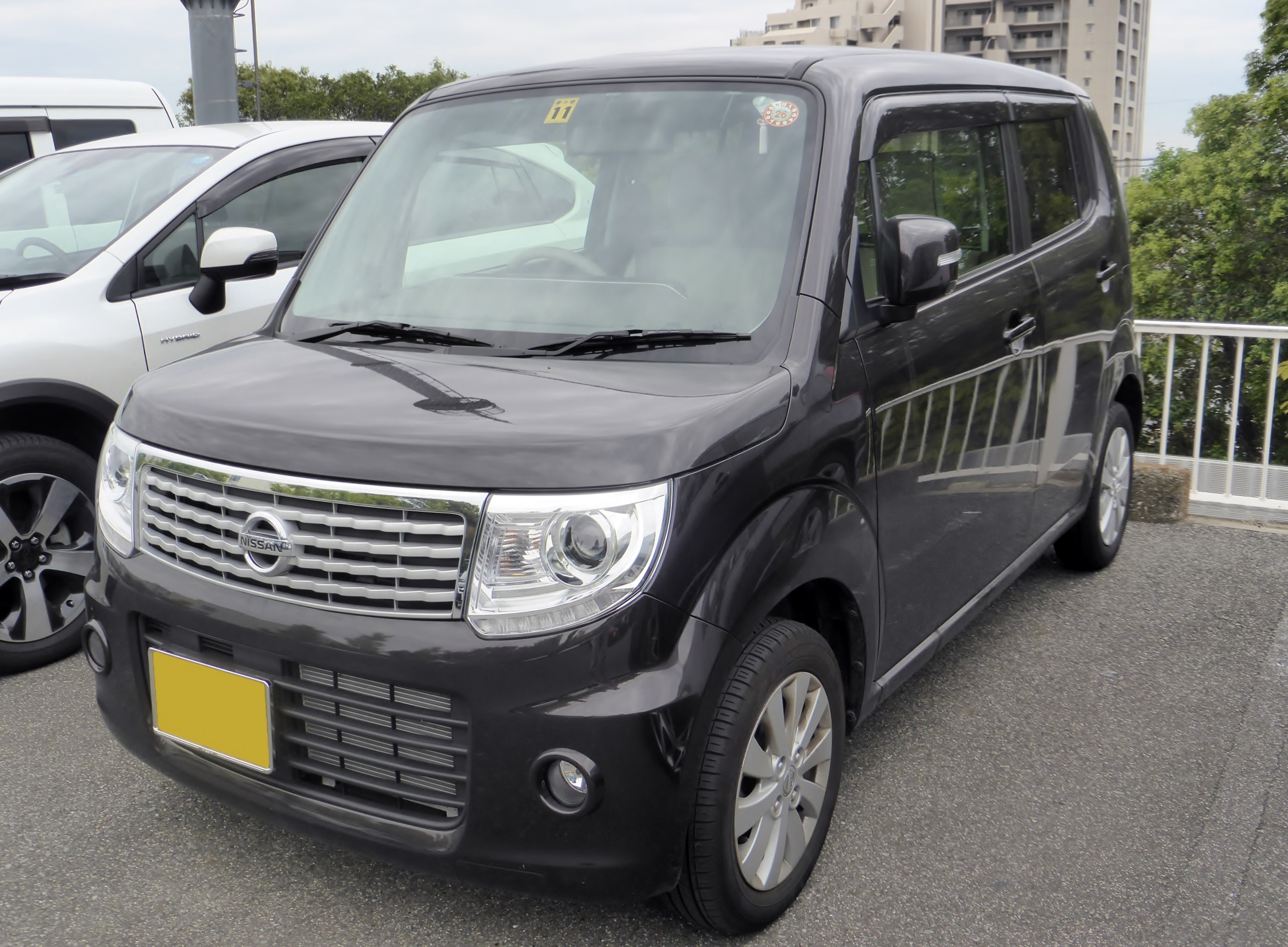
兄弟車日產Moco Dolce（日语：日産・モコ）
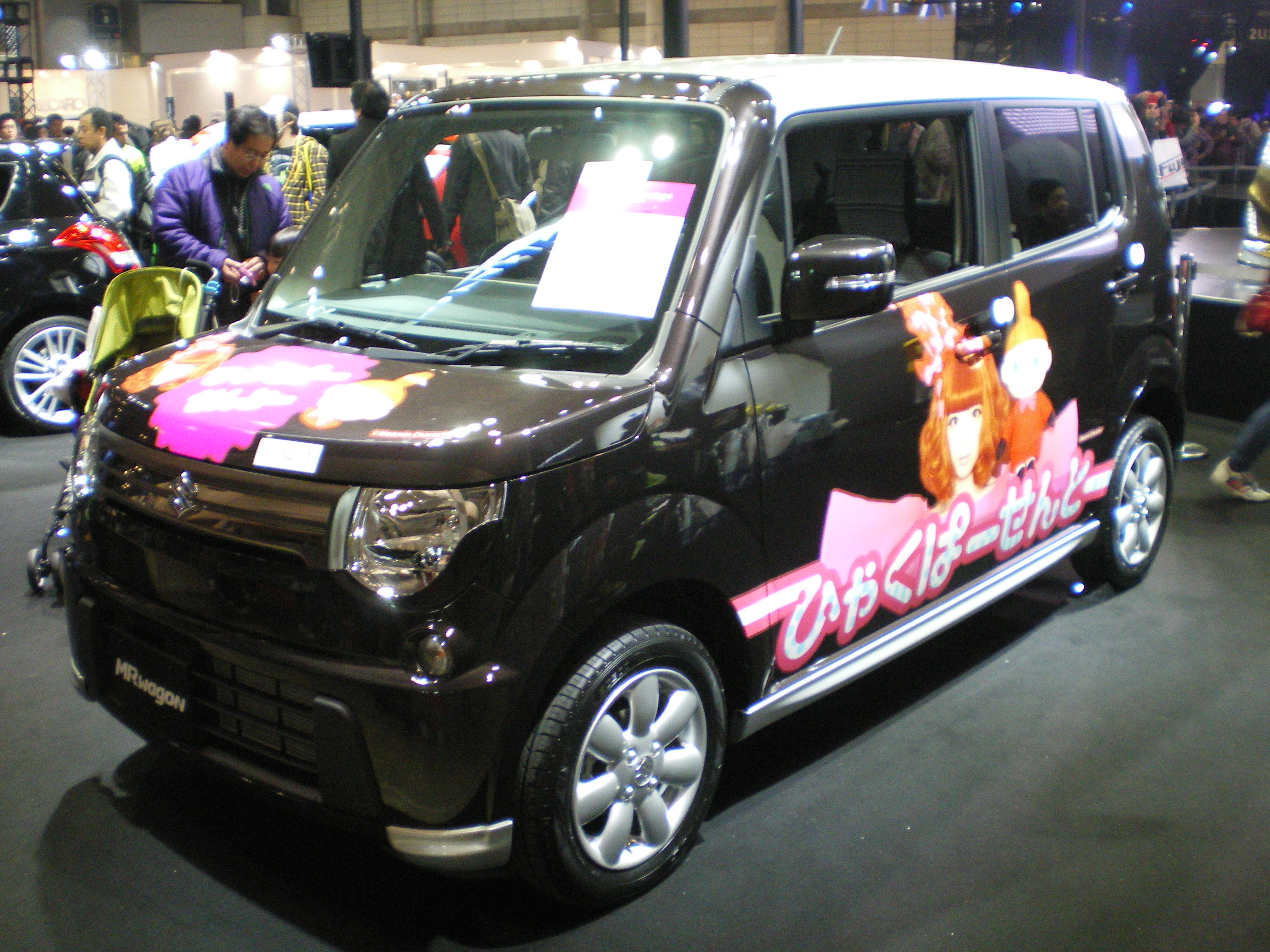
「X Selection」特仕車